# GSC3986-1808
GSC3986-1808 — хімічно пекулярна зоря спектрального класу A2, що має видиму зоряну величину в смузі V приблизно 11,4.